# كاتسو كاندا
كاتسو كاندا (باليابانية: 神田 勝夫) (21 يونيو 1966 في نيغاتا في اليابان – )؛ هو لاعب كرة قدم ياباني سابق كان يلعب كمدافع. سبق له أن لعب مع منتخب اليابان.

## وصلات خارجية
- كاتسو كاندا على موقع رابطة كرة القدم اليابانية للمحترفين (اليابانية)
- كاتسو كاندا على موقع قاعدة بيانات كرة القدم.إي يو (الإنجليزية)
- كاتسو كاندا على موقع ناشيونال فوتبول تيمز (الإنجليزية)
- كاتسو كاندا على موقع عالم كرة القدم.نت (الإنجليزية)

- National Football Teams
- Japan National Football Team Database